# Vogelsand (Sandbank)

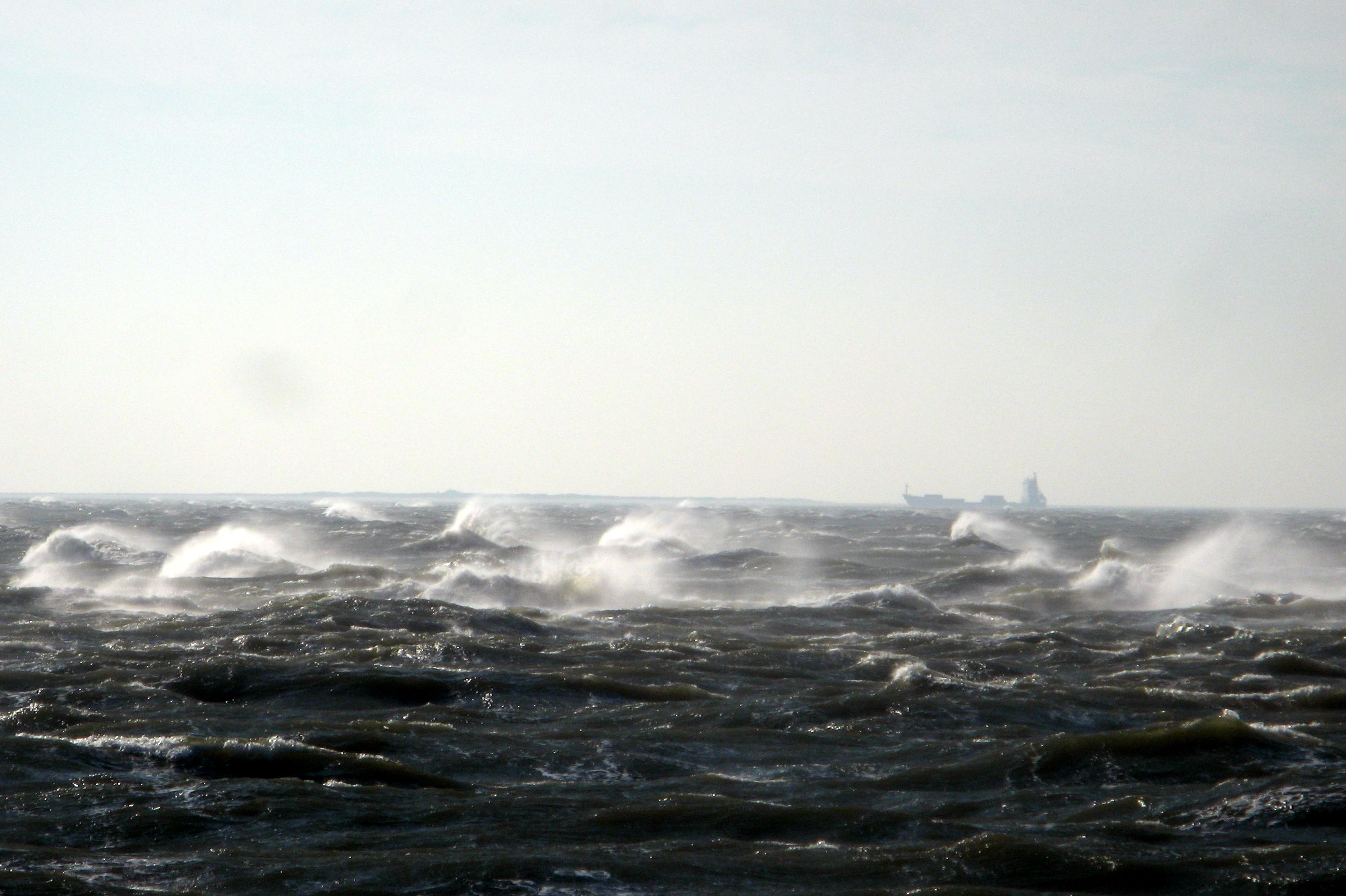
Gischt der gebrochenen Wellen zeigt hier die Position des Großen Vogelsands an

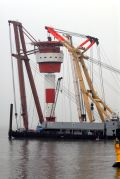
Abnahme des Turmkopfes vom Leuchtturm Großer Vogelsand

Vogelsand ist der Name zweier benachbarter Sandbänke in der Elbmündung. Die bekanntere dieser Untiefen ist der Große Vogelsand, der nördlich des Hauptfahrwassers der Außenelbe liegt. Ihm gegenüber befinden sich südlich des Elbfahrwassers der Kleine Vogelsand und die bewohnte Insel Neuwerk.
Auf der ursprünglich mit schwimmenden Leuchtfeuern (Feuerschiffe auf Positionen Elbe 1 bis Elbe 3, zeitweise auch Elbe 4) gesicherten Untiefe stand etwas nördlich der ehemaligen Position der Elbe 2 von 1973 bis 2008 der Leuchtturm Großer Vogelsand, der 1999 als Feuerträger, 2004 als Nebelschall-Signalträger außer Betrieb gesetzt wurde. Das Wasserstraßen- und Schifffahrtsamt Cuxhaven ließ ihn zur Navigationsbake rückbauen. Zunächst nahm ein Schwimmkran am 16. Dezember 2008 den Turmkopf ab. Nachdem ein Teil des verbliebenen Turmschaftes ebenfalls entfernt worden war, wurde im folgenden Sommer ein neuer, kleinerer Bakenkopf aufgesetzt.
Die besondere Gefahr, die von dieser Untiefe ausgeht, besteht einerseits in den oft dort herrschenden Witterungsbedingungen (Sturm und hoher Seegang) und andererseits in dem besonders feinen Sand, genannt Mahlsand, der aufgelaufene Schiffe festhält und zu deren Durchbrechen maßgeblich beiträgt. Es liegen dort mehrere hundert bekannte und unbekannte Wracks. Das bekannteste Wrack ist der Frachter Ondo, der am 6. Dezember 1961 dort strandete und dessen Reste auch heute noch zu sehen sind. Der Frachter Fides strandete dort am 20. Januar 1962.
Auch wegen der Gefahren, die vom Großen Vogelsand ausgehen, ist Cuxhaven eine besonders wichtige Station der Deutschen Gesellschaft zur Rettung Schiffbrüchiger, die dort – besonders nach Aufgabe der Feuerschiffe – stets einen leistungsfähigen Seenotrettungskreuzer stationiert hat. Seit Juni 2017 ist es die Anneliese Kramer. Zusammen mit der Hermann Marwede, dem bisher einzigen Schiff der 46-m-Klasse, die seit Juli 2003 auf der Seeposition in der Deutschen Bucht vor der Insel Helgoland stationiert ist, deckt sie das Gebiet der Außenelbe und der südöstlichen Nordsee ab.
Koordinaten: 53° 59′ 48″ N, 8° 28′ 42″ O